# Haltepunkt Untergrombach
Der Haltepunkt Untergrombach ist der Haltepunkt des Bruchsaler Stadtteils Untergrombach. Er liegt an der von Heidelberg nach Karlsruhe führenden Rheintalbahn und wird von den Linien S31 und S32 der Stadtbahn Karlsruhe bedient. In den Hauptverkehrszeiten halten einzelne Züge der Linie S3 der S-Bahn RheinNeckar in Untergrombach.

## Geschichte
Im September 1840 begann man mit dem Bau der (damals) eingleisigen Bahnstrecke Karlsruhe–Bruchsal–Heidelberg, am 10. April 1843 wurde der Bahnbetrieb aufgenommen. 1846 wurde das Empfangsgebäude des Untergrombacher Bahnhofs errichtet. 1847 erweiterte man die Strecke mit einem zweiten Gleis und 1854 wurde mit hohem Kostenaufwand die Spurweite von 1600 mm auf die heutige Standardspurweite von 1435 mm geändert.
Die neue Strecke wurde von den Untergrombachern zurückhaltend angenommen. Etwa ab 1875 setzte mit der Industrialisierung die Bahnnutzung zu den neuen Arbeitsplätzen in Karlsruhe und Bruchsal ein. Die Bahnlinie wirkte sich für Untergrombach positiv aus.
Im Jahre 1893 wurde eine Bahnhofsgaststätte eröffnet. Im Jahre 1950 wurde die Rheintalbahn elektrifiziert. 1993 wurde die Straßenunterführung nach Büchenau fertiggestellt.
Zwischen 1994 und 1996 verkehrten zwischen Karlsruhe und Bruchsal Stadtbahnen des Karlsruher Verkehrsverbundes (KVV) zunächst als Vorlaufbetrieb. Seit 1996 verkehren regulär die Linien S31 und S32, die seitdem über die Kraichtalbahn bis nach Menzingen (S32) bzw. seit 1998 über die Katzbachbahn nach Odenheim (S31) durchgebunden sind.
Unter anderem auch durch die Bahnlinie und den Haltepunkt entwickelte sich Untergrombach zur größten Wohnortsgemeinde Bruchsals mit über 6.000 Einwohnern (Stand 2010).

## Betrieb
In Untergrombach halten die Linien S31 und S32 der Stadtbahn Karlsruhe, welche den Ort umsteigefrei nach Ubstadt, Odenheim, Menzingen, Bruchsal, Karlsruhe-Durlach sowie Karlsruhe Hbf verbinden.
In Tagesrandlagen halten die sonst zwischen Bruchsal und Karlsruhe-Durlach ohne Halt verkehrenden Züge der Linie S3 der S-Bahn RheinNeckar u. a. auch in Untergrombach und stellen hierbei umsteigefreie Verbindungen in den Rhein-Neckar-Raum her.
| Linie | Linienweg |
| ----- | --- |
| S 3   | Germersheim – Speyer – Ludwigshafen (Rhein) – Mannheim – Heidelberg – Wiesloch-Walldorf – Bruchsal – Untergrombach – Karlsruhe |
| S 31  | Karlsruhe – Karlsruhe-Durlach – Untergrombach – Bruchsal – Odenheim                                                            |
| S 32  | Karlsruhe – Karlsruhe-Durlach – Bruchsal – Untergrombach – Menzingen (Baden)                                                   |

Am Haltepunkt Untergrombach besteht Umsteigemöglichkeit zu der Buslinie 187.